# Альбицци, Джано ди Орландо
 Джано Альбицци (итал.  Giano Albizzi; 1274 , Флоренция — 1348, там же) — флорентийский государственный деятель, дважды был гонфалоньером компании. Сын Орландо дельи Альбицци, брат Антонио Альбицци и Филиппо Альбицци дядя Пьеро Альбицци.